# Aleja Józefa Piłsudskiego w Lublinie
Aleja Józefa Piłsudskiego w Lublinie – ulica w Lublinie, łącząca południowo-zachodnią część Śródmieścia z placem Bychawskim (w Piaskach, dzielnica Za Cukrownią).
Jej długość to 1,4 km. Ulica jest jednojezdniowa i posiada dwa pasy w każdą stronę.
W okresie PRL nosiła nazwę „Aleja Karola Świerczewskiego”. Ówczesna ulica Józefa Piłsudskiego znajdowała się na części dzisiejszej ulicy Krańcowej, a w 1990 roku przeniesiono tę nazwę na dzisiejszą arterię.
Przy ulicy Piłsudskiego znajduje się Park Ludowy, Miejskie Przedsiębiorstwo Wodociągów i Kanalizacji, a także Stadion Lekkoatletyczny w Lublinie.